# فنروآئی‌ووب
فنروآئی‌ووب (به لاتین: Fenoarivobe) یک منطقهٔ مسکونی در ماداگاسکار است که در Fenoarivobe واقع شده‌است.